# Saint-guilhem-le-désert (IGP)
Le saint-guilhem-le-désert, anciennement « vin de pays de Saint-guilhem-le-désert », est un vin français d'Indication géographique protégée (IGP) de petite zone produit dans le Nord du département de l'Hérault. Il fait partie intégrante du vignoble du Languedoc-Roussillon et tire son nom du village de Saint-Guilhem-le-Désert. Cette indication géographique protégée regroupe les domaines viticoles situés sur le territoire de Saint-Guilhem et de 71 communes avoisinantes. Les vignerons faisant partie de l’IGP se sont regroupés en six caves coopératives et 34 caves particulières, pour une production annuelle totale de 10 000 hectolitres de vin. L’IGP saint-guilhem-le-désert peut être complétée par les mentions Val de Montferrand ou Cité d’Aniane.

## Histoire
L’IGP saint-guilhem-le-désert existe depuis 1982 (à l’époque, il s’agissait du label vin de pays, qui sera ensuite remplacé par l’IGP). À l’origine, seules cinq communes en faisaient partie. Aujourd’hui, le vignoble s’étend sur 71 communes de l’Hérault. 
Selon les historiens, les Romains produisaient déjà du vin dans le Languedoc il y a plus de 2000 ans, en faisant l’une des régions vitivinicoles les plus anciennes de France. Quant au secteur de Saint-Guilhem, dès le IXe siècle, la vigne y était cultivée par l’abbaye d'Aniane, puis par celle de Guilhem, moine bénédictin et fondateur de la commune éponyme. La région est qualifiée de désert par Guilhem car il n’y avait alors aucune présence humaine - la végétation y était bien présente, elle.

## Géographie
L’IGP saint-guilhem-le-désert s’étale sur un vaste territoire au nord de l’Hérault, qui s’étend jusqu’à la limite avec le Gard à l’est et au nord, et le mont Baudille à l’ouest. Le vignoble est situé au pied du plateau du Larzac et des montagnes cévenoles. Cette région de garrigue, sèche et rocailleuse, succession de collines et de falaises calcaires, ne laisse que peu d’espace à l’exploitation agricole. Les vignes y sont souvent plantées aux côtés des oliviers, légèrement en hauteur - bien qu’à des altitudes plutôt basses : de 100 à 150 mètres, en général.
Le terroir y est constitué d’une variété de sols : schiste, marnes, calcaire et molasse. Les vignes bénéficient du climat méditerranéen. L’IGP saint-guilhem-le-désert se trouve à proximité de plusieurs AOC et AOP réputées du Languedoc, telles que la clairette-du-languedoc ou les terrasses-du-larzac.

## Caractéristiques des vins
Les vignobles de Saint-Guilhem produisent uniquement des vins tranquilles rouges, rosés et blancs. Cependant, on y produit essentiellement du vin rouge et du vin rosé. De nombreux cépages sont autorisés au sein de l’IGP, cependant, on utilise surtout la syrah, le cinsault, le grenache et le carignan, ainsi que le grenache blanc et la roussanne pour les blancs. Le merlot est également utilisé pour donner une note épicée aux assemblages.
Le saint-guilhem-le-désert rouge est généralement de couleur rubis, aux arômes de fruits noirs (mûre, cerise noire). Rond et léger en bouche, il se déguste idéalement à une température de 16 °C et se boit plutôt jeune. Les spécialistes le recommandent pour accompagner la viande de porc.
Le saint-guilhem-le-désert rosé est généralement d’une couleur rose pâle. Arômes de fruits rouges (groseille, framboise, cerise). Un vin d’apéritif délicat et rafraîchissant, à servir aux alentours de 8 °C.
Le saint-guilhem-le-désert blanc présente une couleur jaune pâle. Les arômes varient de la poire à l’ananas. On le considère comme un vin gras en bouche, avec toutefois une acidité importante qui lui apporte de la fraîcheur. Idéal pour accompagner des fruits de mer, servi à 11 °C. À consommer jeunes.

## Producteurs
Liste de producteurs, :
- Bergerie du Capucin
- Bergerie de l'Hortus
- CastelBarry
- Caveau Terroirs d'Aniane
- Château Capion
- Château de Lancyre
- Château de Lascaux
- Château de la Salade Saint-Henri
- Domaine l'Aiguelière
- Clos des Augustins
- Domaine Caussarelle
- Domaine Cavalier
- Domaine Coston
- Domaine Croix de Saint Privat
- Domaine de la Réserve d’O
- Domaine de La Triballe
- Domaine de Rieussec Lacroix Deltort
- Domaine les Anges de Bacchus
- Domaine de l'Hortus
- Domaine du Mas Alexandre
- Domaine du Pin
- Domaine La Voute du Verdus
- Domaine Les Grandes Costes
- Domaine Les Caizergues
- Domaine Roquefun
- Le Clos des Combals
- Mas Aguilem
- Mas Combarèla
- Mas Conscience
- Mas d'Agamas
- Mas des Quernes
- Mas de Martin
- Mas des Brousses
- Mas de Daumas Gassac
- Mas du Pont
- Mas René Guilhem
- Mas Foulaquier
- Vignobles des Trois Châteaux
- Vignobles Orliac